# Bergen an der Dumme
Bergen an der Dumme är en kommun i distriktet Lüchow-Dannenberg i Niedersachsen, Tyskland. Orten ligger i sydvästra delen av Wendlandsregionen. Floden Jeetzel rinner igenom kommunen.
Kommunen ingår i kommunalförbundet Samtgemeinde Lüchow (Wendland) tillsammans med ytterligare 11 kommuner.